# Leonard Edelen
Leonard Graves « Buddy » Edelen (né le 22 septembre 1937 à Harrodsburg et mort le 19 février 1997 à Tulsa) est un athlète américain, spécialiste des courses de fond. 

## Biographie
Le 15 juin 1963, lors du Polytechnic Marathon à Londres, il établit une nouvelle meilleure performance mondiale sur marathon et devient le premier athlète à parcourir la distance en moins de 2 heures 15 minutes (2 h 14 min 28 s).
Il se classe sixième du marathon des Jeux olympiques de 1964 à Tokyo.
Il est élu au Temple de la renommée de l'athlétisme des États-Unis en 2016.